# Rue Henri Simons

La rue Henri Simons est un clos bruxellois de la commune d'Auderghem dans le quartier de la Corée qui aboutit sur la rue René Christiaens sur une longueur de 70 mètres.

## Historique et description
Initialement, il était prévu de relier la rue Simons à la rue Léopold Van Asbroeck mais la construction du complexe de l’ADEPS a modifié l'évolution prévue du quartier de la Corée. La rue n’atteignit finalement qu'un quart de la longueur prévue à l'origine et est restée une rue sans issue.
Le 24 mars 1950, le collège attribua aux cinq rues du quartier des noms de victimes de la Seconde Guerre mondiale.
Le nom de la rue vient du caporal Henri Léonard Simons, né le 26 avril 1912 à Auderghem, tué le 27 mai 1940 à Tielt durant la campagne des 18 jours, Seconde Guerre mondiale. Il était domicilié chez ses parents chaussée de Wavre au numéro 1730.
- Premier permis de bâtir à la  Baticoop[2], le 27 décembre 1949 pour les n° 1, 2, 3, 5, et 6.